# アメリカンフライヤー
アメリカンフイライヤーは米国の鉄道模型のブランドである。

## シカゴ時代 1907-1938
1950年代A. C. Gilbert Companyの一部門になるまでアメリカンフライヤーは独立した会社だった。1901年、シカゴを拠点とする玩具メーカーのWilliam Frederick Hafnerはぜんまいばね仕掛けの自動車を開発した。当時は玩具自動車会社と呼ばれていた。1905年、息子のJhonはぜんまいばね仕掛けのOゲージの鉄道模型を開発した。
Hafnerの友人のWilliam Ogden ColemanはEdmonds-Metzel Hardware Companyを経営しており、シカゴに工房を構えていた。1906年又は1907年、HafnerとColemanは Edmonds-Metzelの製造設備を活用して鉄道玩具の生産を始めた。1907年、 G. Sommers & Co.とMontgomery Wardの2つの小売業者がEdmonds-Metzelの鉄道玩具の取り扱いを行った。1908年、Edmonds-Metzelはアメリカンフライヤーのブランドを鉄道玩具につけた。1910年、Edmonds-Metzelは社名をアメリカンフライヤー製造会社に変更した。
第一次世界大戦中はそれまで市場で優位を占めていたドイツ製の玩具が締め出され、アメリカンフライヤーは業績を伸ばした。アメリカンフライヤーはこの間、自転車や自動二輪の玩具に参入した。
1918年、アメリカンフライヤーはOゲージの電動式鉄道玩具に参入した。それは単純にこれまでのゼンマイ仕掛けの模型を電気モーターに換装したものだった。
1925年、アメリカンフライヤーはライオネルに対抗する為、より大きなゲージの高価格帯の製品を扱うようになった。1920年代には50万台も売った年があった。しかし、大恐慌になると経済的なOゲージに戻った。
1928年にはアメリカンフライヤーの競争相手のIvesが破産した。アメリカンフライヤーとライオネルは共同でIvesを買収して1930年まで経営した。

## A. C. Gilbert Company時代, 1938-1966
1938年、W.O. Colemanはアメリカンフライヤーをアルフレッド・カールトン・ギルバートへ売った。
ギルバートは会社をシカゴからコネチカット州ニューヘブンへ移した。そして製品の再設計を行った。彼は1/64のシリーズを開拓した。これまでのOゲージの1/48に比べ約25%小型化された。曲線の通過が楽になり、実際の編成で走らせる事が出来るようになった。
1941年にはギルバートはアメリカンフライヤーの初期の製品の生産を止め、前から後ろまで“どの列車も3フィート16インチ”の宣伝を行った。
1946年にはギルバートは玩具的な３線式のOゲージの生産をやめて2線式のSゲージに注力した。
それにもかかわらず、高額帯の市場においてアメリカンフライヤーはいつもNo.２であった。

## ライオネル時代, 1979-現在
1967年、ライオネルはアメリカンフライヤーの設備とブランドを買収すると発表した。
その後、ライオネルも経営難に陥り経営権が移る。
1984年、General MillsはライオネルをKennerへ売った。1年後、今度はデトロイトの玩具収集家であるRichard Kughnへ売られた。
今日ではアメリカンフライヤーのブランドはライオネルの元で管理されている。